# Сезон ФК «Карпати» (Львів) 1989
| «Карпати» (Львів) у сезоні 1989   | «Карпати» (Львів) у сезоні 1989                    |
| --------------------------------- | -------------------------------------------------- |
| Ліга                              | Друга ліга. 5-та зона                              |
| Місце в лізі                      | 3                                                  |
| Раунд у Кубку                     | —                                                  |
| Головний тренер                   | Борис Рассихін                                     |
| Начальник команди, старший тренер | Ігор Кульчицький                                   |
| Тренер                            | Ростислав Поточняк                                 |
| Стадіон                           | «Дружба» (Львів)                                   |
| Капітан                           |                                                    |
| Найбільше матчів у лізі           | Степан Юрчишин, Василь Леськів, Роман Лаба — по 42 |
| Найкращий бомбардир у лізі        | Степан Юрчишин, Роман Лаба — по 11                 |

Сезон «Карпат» (Львів) 1989 — двадцять перший сезон «Карпат» (Львів). Після відновлення команда розпочала свій шлях з другої ліги. У підсумку посіла 3-є місце серед 22 команд, у Кубок СРСР 1989/90 заявитися не встигла.

## Головні події
Після проведеної в листопаді-грудні 1988 року на сторінках всеукраїнського видання «Спортивна газета» акції «Я, мама, тато — за команду „Карпати“», яка зібрала 70 тисяч підписів по всьому УРСР, у кінці 1988 року було проведено переговори з представниками Держкомспорту в Москві. Оскільки місце у першій лізі було заброньоване за СКА «Карпати», відроджений цивільний клуб мав починати виступи з нижчої, другої ліги. Це задовольнило обидві сторони і 5 січня 1989 року в Москві було підписано свідоцтво про відновлення команди «Карпати».
Тренери львів'ян використали 27 футболістів, серед яких було 22 дебютанти. Нашвидкуруч створена команда з гравців, які до цього грали за юнацькі, студентські та робітничі колективи, після семимісячної боротьби зайняла третє місце.

## Чемпіонат
| Місце | Клуб                      | «Карпати» — клуб | «Карпати» — клуб | І  | В  | Н  | П  | М     | О  |
| Місце | Клуб                      | удома            | у гостях         | І  | В  | Н  | П  | М     | О  |
| ----- | ------------------------- | ---------------- | ---------------- | -- | -- | -- | -- | ----- | -- |
| 1     | «Текстильник» (Тирасполь) | 0:1              | 0:2              | 42 | 30 | 6  | 6  | 81-29 | 66 |
| 2     | «Динамо» (Брянськ)        | 2:1              | 0:2              | 42 | 25 | 10 | 7  | 89-48 | 60 |
| 3     | «Карпати» (Львів)         |                  |                  | 42 | 24 | 10 | 8  | 63-34 | 58 |
| 4     | «Балтика» (Калінінград)   | 1:0              | 0:1              | 42 | 23 | 10 | 9  | 75-51 | 56 |
| 5     | «Металург» (Липецьк)      | 2:1              | 0:0              | 42 | 20 | 12 | 10 | 46-22 | 52 |
| 6     | «Арцах» (Степанакерт)     | 2:1              | 2:4              | 42 | 20 | 8  | 14 | 74-49 | 48 |
| 7     | «Динамо» (Брест)          | 3:1              | 0:0              | 42 | 19 | 10 | 13 | 53-51 | 48 |
| 8     | «Атлантас» (Клайпеда)     | 2:1              | 1:3              | 42 | 20 | 7  | 15 | 81-58 | 47 |
| 9     | «Дніпро» (Могильов)       | 3:0              | 1:3              | 42 | 19 | 7  | 16 | 52-47 | 45 |
| 10    | «Хімік» (Гродно)          | 1:0              | 1:0              | 42 | 18 | 8  | 16 | 46-41 | 44 |
| 11    | «Зоря» (Бєльці)           | 2:0              | 0:0              | 42 | 17 | 10 | 15 | 49-47 | 44 |
| 12    | «Спартак» (Тамбов)        | 4:0              | 0:0              | 42 | 18 | 7  | 17 | 47-43 | 43 |
| 13    | КІМ (Вітебськ)            | 4:1              | 0:1              | 42 | 17 | 8  | 17 | 41-47 | 42 |
| 14    | «Гомсільмаш» (Гомель)     | 3:1              | 2:2              | 42 | 17 | 7  | 18 | 39-46 | 41 |
| 15    | «Кіровець» (Ленінград)    | 1:0              | 0:0              | 42 | 14 | 13 | 15 | 40-40 | 41 |
| 16    | «Тігіна-РШВСМ» (Бендери)  | 3:3              | 1:0              | 42 | 15 | 10 | 17 | 59-71 | 40 |
| 17    | «Десна» (Чернігів)        | 4:0              | 0:0              | 42 | 14 | 8  | 20 | 39-54 | 36 |
| 18    | «РШВСМ-РАФ» (Єлгава)      | 2:0              | 1:1              | 42 | 10 | 9  | 23 | 38-62 | 29 |
| 19    | «Звейнієкс» (Лієпая)      | 0:0              | 1:0              | 42 | 5  | 16 | 21 | 28-59 | 26 |
| 20    | «Спорт» (Таллінн)         | 1:0              | 3:1              | 42 | 8  | 7  | 27 | 39-86 | 23 |
| 21    | «Динамо» (Ленінград)      | 3:1              | 4:2              | 42 | 5  | 12 | 25 | 39-88 | 22 |
| 22    | «ШВСМ-Інкарас» (Каунас)   | 2:0              | 1:0              | 42 | 4  | 5  | 33 | 23-68 | 13 |

### Статистика гравців
У чемпіонаті за клуб виступали 27 гравців:
| Футболіст            | Дата народження   | Ігри     | Голи     |
| Воротарі             | Воротарі          | Воротарі | Воротарі |
| -------------------- | ----------------- | -------- | -------- |
| Сергій Квасніков     | 12 червня 1960    | 41       | 31п      |
| Валерій Паламарчук   | 11 серпня 1963    | 6        | 3п       |
| Захисники            |                   |          |          |
| Степан Юрчишин       | 28 серпня 1957    | 42       | 11       |
| Анатолій Саулевич    | 26 березня 1959   | 40       | 2        |
| Роман Деркач         | 13 листопада 1965 | 37       |          |
| Олег Гула            | 31 січня 1965     | 33       | 1        |
| Володимир Лозинський | 30 січня 1966     | 25       |          |
| Юрій Хомик           | 11 травня 1968    | 19       |          |
| Андрій Чікало        | 21 січня 1964     | 12       |          |
| Олександр Кулішевич  | 19 серпня 1962    | 16       | 2        |
| Іван Гамалій         | 20 жовтня 1956    | 9        |          |
| Микола Сич           | 7 лютого 1971     | 5        |          |
| Півзахисники         |                   |          |          |
| Василь Леськів       | 20 грудня 1963    | 42       | 5        |
| Віктор Рафальчук     | 30 травня 1962    | 36       | 2        |
| Михайло Савка        | 12 листопада 1962 | 36       | 2        |
| Василь Фарковець     | 17 травня 1965    | 16       | 4        |
| Володимир Шаран      | 18 вересня 1971   | 16       | 1        |
| Олександр Чижевський | 27 травня 1971    | 12       |          |
| Андрій Коротаєв      | 22 січня 1963     | 8        | 1        |
| Нападники            |                   |          |          |
| Роман Лаба           | 30 листопада 1966 | 42       | 11       |
| Руслан Забранський   | 10 березня 1971   | 38       | 5        |
| Григорій Батич       | 8 лютого 1958     | 22       | 3        |
| Володимир Снилик     | 6 жовтня 1959     | 22       | 3        |
| Богдан Бандура       | 30 січня 1960     | 16       | 6        |
| Юрій Голуб           | 18 січня 1968     | 8        |          |
| Богдан Дебенко       | 10 липня 1960     | 4        |          |
| Вадим Герасименко    | 23 квітня 1971    | 3        |          |